# (35270) Molinari
(35270) Molinari ist ein Asteroid des Hauptgürtels, der am 7. September 1996 von Valter Giuliani und Paolo Chiavenna am Osservatorio Astronomico Sormano (IAU-Code 587) in Sormano in der italienischen Provinz Como in der Region Lombardei entdeckt wurde.
Der Himmelskörper gehört zur Erigone-Familie, einer Gruppe von Asteroiden, die nach (163) Erigone benannt ist. Innerhalb der Erigone-Familie ist (35270) Molinari Mitglied einer Erigone-Unterfamilie, die als Martes-Familie bezeichnet wird und für die der Asteroid (5026) Martes Namensgeber ist.
(35270) Molinari wurde am 10. Dezember 2011 nach dem italienischen Astronomen Emilio Molinari (* 1963) benannt, der Direktor des Telescopio Nazionale Galileo und des Rapid Eye Mount Observatorium ist.